# Pergamentni papir
Pergamentni papir je vrsta čvrstog, poluprozirnog papira nepropusnog za masnoće, koji je izgledom i svojstvima vrlo sličan pergamentu. Proizvodi se pergamentiranjem, to jest obradom sulfatnom kiselinom ili cinkovim kloridom.

## Grafički papir
Grafički papir može biti papir za pisanje, za crtanje i za tisak. Između prvih dviju vrsta nema veće razlike u načinu proizvodnje i svojstvima. Od papira za pisanje posebno se traži da su prikladni za pisanje tintom, to jest da se tinta ne razlijeva. To svojstvo, koje je danas sve manje važno, postiže se dodavanjem keljiva, u prvom redu prirodnih smola, u papirnu masu prilikom proizvodnje. 
Najveći dio proizvedenog papira služi kao tiskovni papir (papir za tisak). Pri tom se razlikuje tisak teksta (knjige, novine, časopisi) od tiska ilustracija (plakati, prospekti, reprodukcije), pa se prema tome u tiskarstvu upotrebljava mnogo različitih vrsta papira. Tako se za knjige luksuznih izdanja primjenjuje vrlo kvalitatan bezdrvni papir, koji za ilustracije mora biti još posebno gladak i zatvorenih pora. S druge strane, novinski papir (roto papir) i papir za jeftine časopise sadrži i do 90% drvenjače, a često i mnogo tvari dobivenih preradom starog papira.